# 1150
| 1150               |
| ------------------ |
| Dødsfald - Fødsler |
|                    |

| Gregoriansk kalender | 1150 MCL                |
| Ab urbe condita      | 1903                    |
| Armensk kalender     | 599 ԹՎ ՇՂԹ              |
| Kinesiske kalender   | 3846 – 3847 己巳 – 庚午 |
| Etiopisk kalender    | 1142 – 1143             |
| Jødisk kalender      | 4910 – 4911             |
| Hindukalendere       |                         |
| - Vikram Samvat      | 1205 – 1206             |
| - Shaka Samvat       | 1072 – 1073             |
| - Kali Yuga          | 4251 – 4252             |
| Iransk kalender      | 528 – 529               |
| Islamisk kalender    | 545 – 546               |

Konge i Danmark: Svend 3. Grathe, Knud 5. 1146-1157, Valdemar 1. den Store 1146-1182
Se også 1150 (tal)

## Begivenheder
- Slaget ved Tåstrup